# 030 T Est 0.171 à 0.182, 0.201 à 0.210 et 0.242 à 0.249

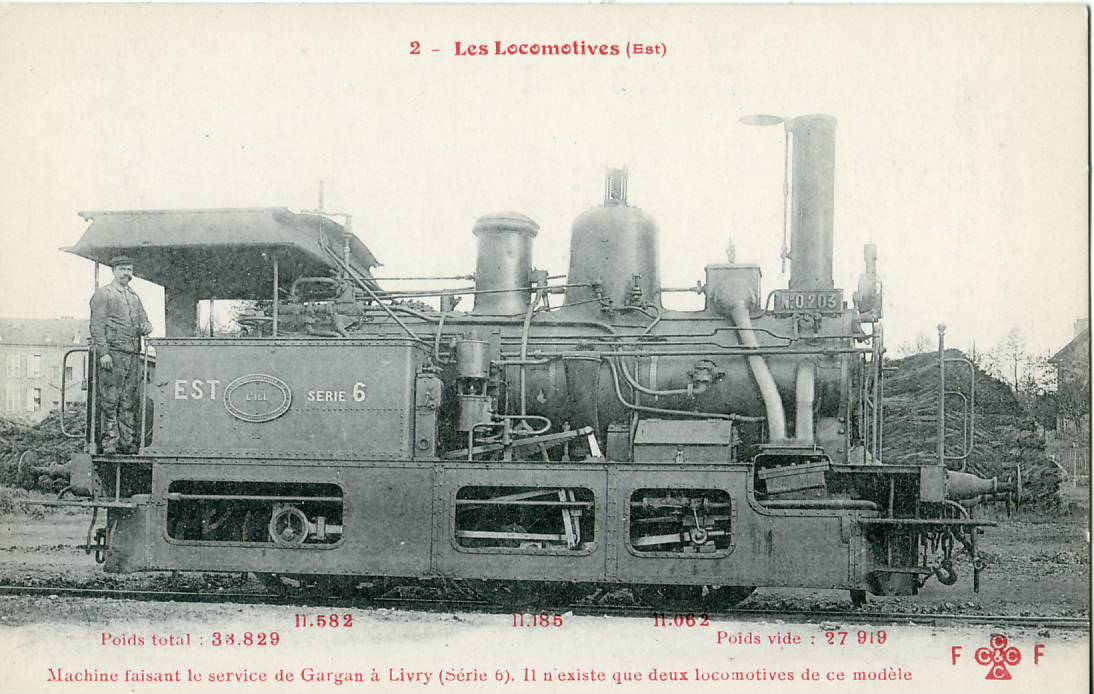
La locomotive 0.203, construite par les ateliers d'Epernay. Elle sera immatriculée à la SNCF 030 TB 203

Les 030 T Est 0.171 à 0.182, 0.201 à 0.210 et 0.242 à 0.249 sont des locomotives-tender de type polonceau de la Compagnie des chemins de fer de l'Est. Elles formeront la série 6 et étaient surnommées les « Marcassins ».

## Genèse
Ces locomotives furent construites pour la Compagnie des chemins de fer de l'Est sous la direction de M. Sauvage, alors ingénieur en chef du service Matériel et Traction de la Compagnie pour le service de manœuvres en gare. Elles étaient la reproduction de locomotives mises en service à la Compagnie du chemin de fer de Paris à Orléans par l'ingénieur Camille Polonceau mais avec les caractéristiques de la Compagnie des chemins de fer de l'Est.
Elles furent construites en 5 lots :
- la 0.200, construite par la société des Ateliers de Mulhouse en 1858; elle sera réimmatriculée ultérieurement 0.210
- les 0.201 à 0.209, construites par la société des Ateliers de Mulhouse en 1858
- les 0.242 à 0.249, construites par la société Kœchlin, sise à Mulhouse en 1859
- les 0.171 à 0.176, construites par la société des Ateliers de Graffenstaden, sise à Graffenstaden en 1866
- les 0.177 à 0.182, construites par la société des Ateliers de Graffenstaden, sise à Graffenstaden en 1869.

## Description
Ces machines à trois essieux accouplés avaient un moteur à deux cylindres extérieurs à simple expansion. Elles avaient une distribution de type « Stephenson ». Leur chaudière, sans dôme à l'origine, était timbrée à 6,5 kg/cm2. En 1884 elles furent remplacées par des chaudières timbrées à 9 kg/cm2 avec un dôme. Le foyer était de type « Crampton ». L'échappement était du type fixe.

## Utilisation et services
Presque de suite 4 locomotives, à savoir les 0.203, 0.206, 0.208 et 0.209, subirent des modifications en vue de leur utilisation sur la ligne Gargan-Livry. Ces modifications furent effectuées par les ateliers de la Compagnie situés à Épernay et consistaient en :
- l'application du frein à air
- pose d'une double commande sur la traverse avant
- et pose d'une jupe de protection sur le mécanisme.

Ces machines furent affectées au dépôt de Noisy-le-Sec. Quant aux autres machines elles furent affectées dans différents établissements de la Compagnie.
Comme de coutume sur la Compagnie des chemins de fer de l'Est les machines furent baptisées d'un nom avec les 10 premières portant des noms de rivières, tandis que pour les autres ce furent des noms de cétacés, d'insectes et de mollusques (Voir : "Les noms des locomotives").
À partir de 1880 avec la venue des 030 T Est 0.901 à 0.948 plus puissantes et devant l'accroissement du trafic et du poids des trains elles furent reléguées dans les annexes des dépôts titulaires.
À partir de 1894 et toujours à cause de l'accroissement du poids des trains, elles commencèrent à être radiées ou revendues à des industries.
En 1901 si près de la moitié de la série avait disparu des effectifs de la Compagnie, les quatre machines modifiées étaient toujours en service. Mais les 0.206, 0.208 et 0.209 furent mutées au dépôt de Mohon pour le service sur la ligne de Vrigne-Meuse à Vrigne-aux-Bois.
En 1907 apparut la série des 040 T Est 4901 à 4990 et dès lors les locomotives restantes furent déclassées aux services internes des dépôts.
En 1920 les 3 machines de Mohon furent réaffectées au dépôt de Lumes. En 1926 on trouve encore les : 0.203, 0.205, 0.206, 0.208, 0.209 et la 0.249.
En 1935 ne subsistent plus que la 0.203 de Noisy-le-Sec et la 0.209 de Troyes et au 1er janvier 1938, à la création de la SNCF, il n'y a plus qu'une seule survivante de cette série, la 0.203. Elle sera immatriculée 1-030 TB 203 mais selon toute vraisemblance elle ne porta jamais cette nouvelle immatriculation. Elle sera réformée en 1941.
Dans la perspective de la création d'un musée cette machine fut conservée à Troyes où elle était encore visible en 1963 mais devant son état lamentable elle fut finalement détruite. À cette époque, un autre exemplaire continuait pourtant d'œuvrer au chantier des combustibles de l'entreprise Sellier-Leblanc sise à Bourg-la-Reine après être passé par les manœuvres aux ateliers des voitures de Voiture Romilly de 1911 à 1923 : la 0.247.

## Caractéristiques
- Pression de la chaudière : 6,5 bar (0,65 MPa) puis 9 bar (0,9 MPa)
- Surface de grille : 0,9 m2
- Surface de chauffe : 64,5 m2
- Diamètre et course des cylindres : 400 & 460 mm
- Diamètre des roues motrices : 1 100 mm
- Capacité des soutes à eau : 1,85 m3
- Capacité de la soute à charbon : 1,7 t
- Masse à vide : 27,6 t
- Masse en ordre de marche : 33,5 t
- Masse adhérente : 33,5 t
- Longueur hors tout : 7,148 m
- Vitesse maxi en service : 40 km/h

## Les noms des locomotives

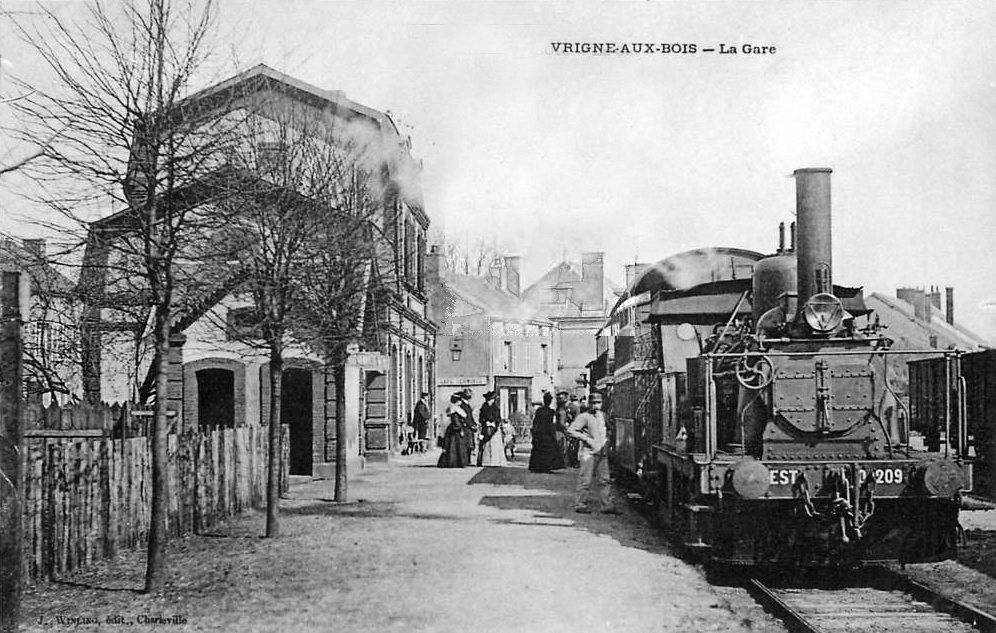
La no 0.209 « La Zorn » en gare de Vrigne-aux-Bois, elle assure la navette sur la ligne de Vrigne-Meuse à Vrigne-aux-Bois

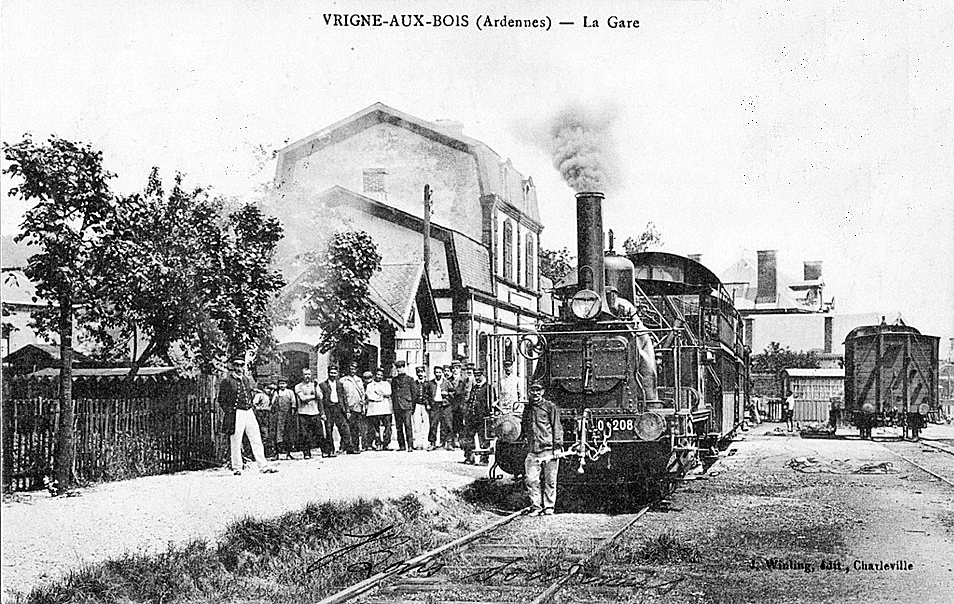
La no 0.208 « La Thur » en gare de Vrigne-aux-Bois, elle assure également la navette sur la ligne de Vrigne-Meuse à Vrigne-aux-Bois

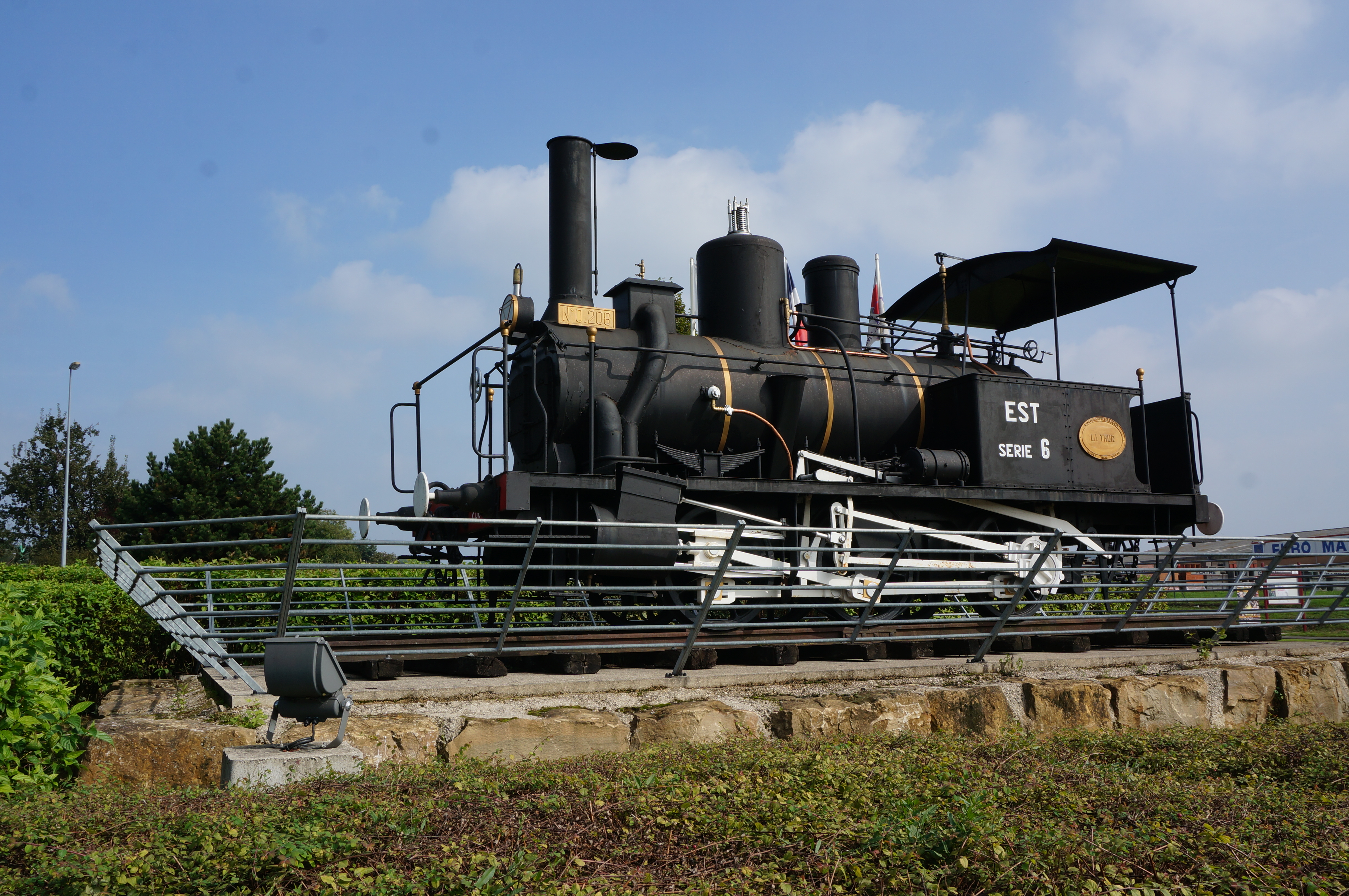
Réplique à l'échelle 1 de la locomotive La Thur

Voici la liste des noms portées par les locomotives.
| N° des locomotives | Noms       |
| ------------------ | ---------- |
| 0.201              | Doller     |
| 0.202              | Fecht      |
| 0.203              | Ill        |
| 0.204              | Liepvrette |
| 0.205              | Lauter     |
| 0.206              | Mossig     |
| 0.207              | Seltzbach  |
| 0.208              | Thur       |
| 0.209              | Zorn       |
| 0.210              | Bruche     |
| 0.242              | Requin     |
| 0.243              | Anguille   |
| 0.244              | Dauphin    |
| 0.245              | Baleine    |
| 0.246              | Crabe      |
| 0.247              | Cigale     |
| 0.248              | Fourmi     |
| 0.249              | Escargot   |
| 0.171              | Tortue     |
| 0.172              | Limaçon    |
| 0.173              | Araignée   |
| 0.174              | Abeille    |
| 0.175              | Mouche     |
| 0.176              | Grillon    |
| 0.177              | Scarabée   |
| 0.178              | Chenille   |
| 0.179              | Cantharide |
| 0.180              | Charançon  |
| 0.181              | Frelon     |
| 0.182              | Cloporte   |